# DJ Craze

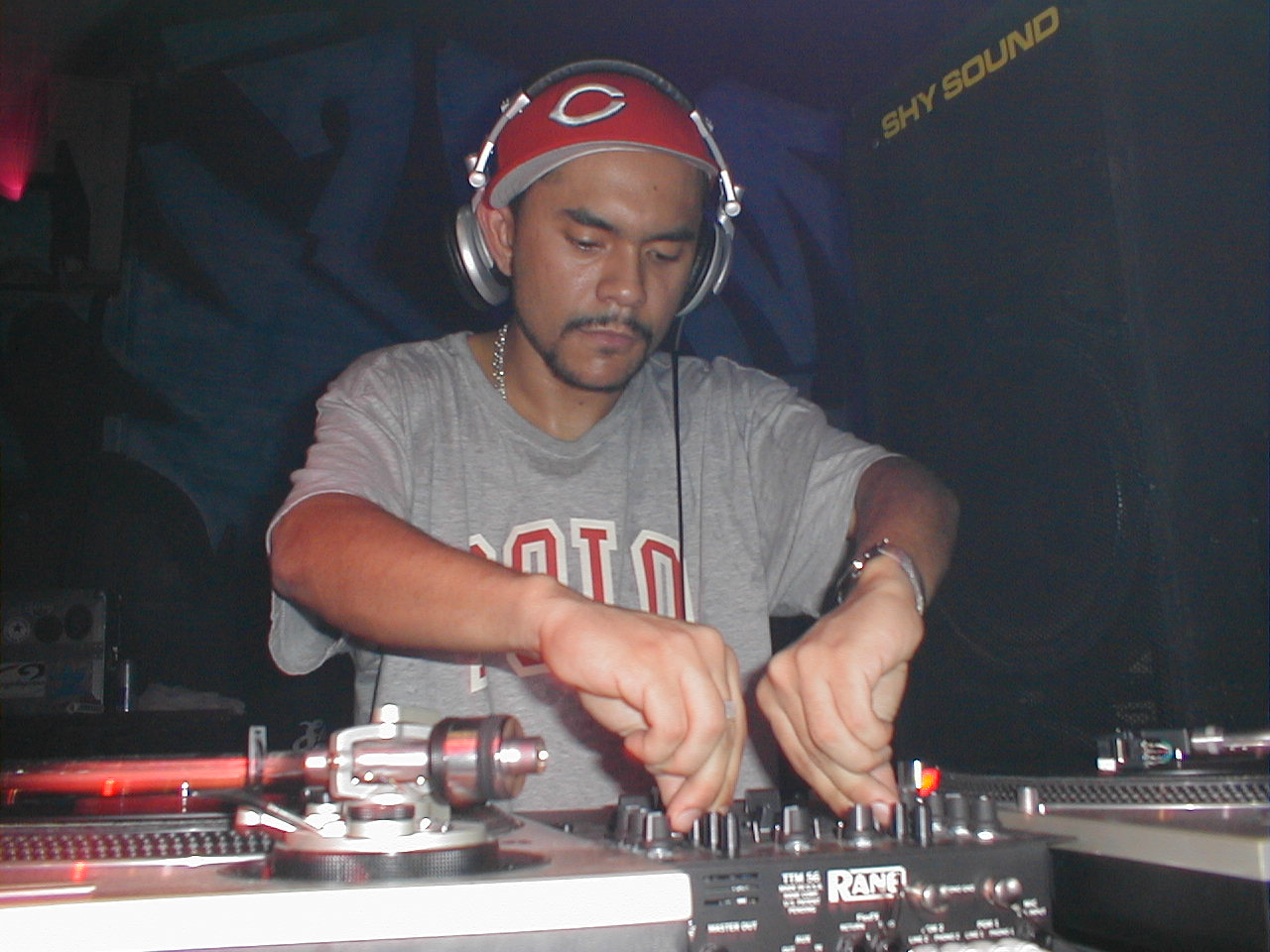
DJ Craze (2002)

DJ Craze (* 19. November 1977 in Nicaragua, als Aristh Delgado) ist ein weltweit erfolgreicher DJ, insbesondere in den Bereichen Turntablism und Drum and Bass.
DJ Craze ist in Nicaragua geboren, wuchs aber in Miami auf und kam schon früh mit der Hip-Hop-Szene in Kontakt. Mittlerweile hat er viele verschiedene Titel gewonnen, darunter:
- World ITF Scratch Off Champion 1998
- World DMC Champion 1998, 1999, 2000
- USA DMC Champion 1998
- ITF Western Hemisphere Scratch Off Champion 1998
- Winter Music Conference Scratch Off Champion 1996, 1997, 1998 und 1999
- East Coast DMC Champion 1997
- East Coast Rap Sheet Champion 1996
- Zulu National Champion 1995, 1996

Craze ist bis heute neben DJ Qbert und Mix Master Mike der einzige DJ, der drei DMC-Weltmeistertitel in Folge erlangt hat. Als Mitglied des DJ-Teams The Allies hat er außerdem den zweiten Platz der ersten offiziellen DMC Vestax/Numark World Team Championships erreicht.
1999 erschien sein erstes Album Crazee Musick. 2002 folgte Scratch Nerds.